# Baguio
Thành phố Baguio (Ilokano: Ciudad ti Baguio; Ibaloi: Ciudad ne Bag-iw; Filipino: Lungsod ng Baguio) là một thành phố đô thị hóa cao hạng 1 ở bắc Luzon ở Philippines. Đô thị Baguio do người Mỹ lập năm 1900 tại ngôi làng Ibaloi có tên là Kafagway. Quốc hội Philippines đã lập thành phố này vào ngày 1 tháng 9 năm 1909. Theo điều tra dân số năm 2000, thành phố này có dân số 252.386 người và 52.302 hộ.

## Khí hậu
Theo phân loại khí hậu Köppen, Baguio có khí hậu vùng cao cận nhiệt đới (Cwb), gần với khí hậu nhiệt đới gió mùa (Am). Thành phố được biết đến với khí hậu ôn hòa do độ cao. Nhiệt độ trong thành phố thường mát hơn khoảng 7 đến 8 °C (12,6 đến 14,4 °F) so với nhiệt độ ở vùng thấp.
Mùa khô: Giữa tháng 11 - tháng 3 (năm sau), Hơi mưa, nắng ấm và khô mát mẻ.
Mùa mưa: Tháng 4 - đầu tháng 11, Mưa nhiều. Có bão và mưa ngập lụt tháng 6 - 10 (điển hình là Tháng 7 và 8).
Quanh năm độ ẩm cao và mát mẻ.